# Dar Es Salam (Niamey)
Dar Es Salam ist ein Stadtviertel (französisch: quartier) im Arrondissement Niamey II der Stadt Niamey in Niger.

## Geographie
Dar Es Salam (von arabisch دار السلام Dār as-Salām, DMG Dār as-Salām ‚Haus des Friedens‘) befindet sich nördlich des historischen Zentrums von Niamey. Die umliegenden Stadtviertel sind Cité Chinoise im Norden, Banifandou I im Nordosten, Tourakou im Südosten, Issa Béri im Süden und Riyad im Westen. Das Stadtviertel liegt in einem Tafelland mit einer Sandschicht, die im Norden weniger und im Süden mehr 2,5 Meter tief ist. Durch Dar Es Salam verläuft das Trockental Gounti Yéna, das einen Alluvialboden mit einem hohen Grundwasserspiegel aufweist, der keine Einsickerung ermöglicht.
Das Standardschema für Straßennamen in Dar Es Salam und dem Nachbarviertel Riyad ist Rue FK 1, wobei auf das französische Rue für Straße das Kürzel FK für Foulani Kouara und zuletzt eine Nummer folgt. Dies geht auf ein Projekt zur Straßenbenennung in Niamey aus dem Jahr 2002 zurück, bei dem die Stadt in 44 Zonen mit jeweils eigenen Buchstabenkürzeln eingeteilt wurde. Das Stadtviertel Foulani Kouara, das heute weiter im Norden liegt, wurde in seiner Geschichte mehrere Male versetzt.
Dar Es Salam gilt als eine der bezüglich Raubüberfälle und Diebstähle gefährlichsten Gegenden von Niamey.

## Geschichte
Noch in den 1970er Jahren war nur der Ostteil des späteren Stadtviertels entlang der Nationalstraße 24 mit der Siedlung Foulani Kouara bebaut. Das übrige Gebiet bestand aus Äckern, Gärten und Obstplantagen. Das Stadtviertel Dar Es Salam entstand in den 1980er Jahren, einem Jahrzehnt mit besonders starkem Bevölkerungswachstum in Niamey, neben einer Reihe weiterer neuer Stadtviertel.

## Bevölkerung
Bei der Volkszählung 2012 hatte Dar Es Salam 20.535 Einwohner, die in 3387 Haushalten lebten. Bei der Volkszählung 2001 betrug die Einwohnerzahl 22.632 in 3634 Haushalten und bei der Volkszählung 1988 belief sich die Einwohnerzahl auf 4303 in 654 Haushalten.

## Infrastruktur
Der zwei Hektar große Markt von Dar Es Salam liegt im Norden des Stadtviertels. Er wurde 1998 neu gestaltet und ist für das gesamte Stadtgebiet von Niamey von Bedeutung. Die öffentliche Grundschule Ecole primaire de Dar Es Salam wurde 1987 gegründet. Die Mittelschule Collège d’enseignement général de Dar Es Salam (CEG Dar Es Salam) besteht seit dem Jahr 2002. Im Stadtviertel gibt es mit einem Centre de Santé Intégré (CSI) ein Gesundheitszentrum.